# Mẫu hình Hai đỉnh và hai đáy
Hai đỉnh và Hai đáy là các mẫu hình biểu đồ đảo ngược được quan sát trong phân tích kỹ thuật của thị trường giao dịch tài chính của cổ phiếu, hàng hóa, tiền tệ và các tài sản khác.

## Hai đỉnh
Hai đỉnh là sự hình thành giá thường xuyên vào cuối của một chu kỳ tăng. Nó xuất hiện như hai đỉnh liên tiếp của gần như cùng một giá trên một biểu đồ giá - thời gian của một thị trường. Hai đỉnh được tách ra bằng một tối thiểu về giá, một thung lũng. Mức giá tối thiểu này được gọi là đường vòng cổ của sự hình thành. Hình thành được hoàn thành và xác nhận khi giá giảm xuống dưới đường vòng cổ, cho thấy sự suy giảm giá hơn nữa sắp hoặc rất có khả năng xảy ra.
Mẫu hình hai đỉnh cho thấy nhu cầu đang tăng nhanh hơn nguồn cung cấp (người mua chiếm ưu thế) lên đỉnh đầu tiên, khiến giá tăng lên. Cân đối cung cầu sau đó đảo ngược, cung cấp vượt trội hơn nhu cầu (bên bán chiếm ưu thế), khiến giá giảm. Sau một thung lũng giá, người mua lại chiếm ưu thế và giá cả tăng lên. Nếu thương nhân thấy rằng giá cả không đẩy qua mức độ của họ ở đầu đầu tiên, người bán hàng lại có thể áp dụng, giảm giá và làm cho một đỉnh kép hình thành. Nó thường được coi là một tín hiệu giảm nếu giá giảm dưới đường vòng cổ.
Thời gian giữa hai đỉnh cũng là một yếu tố quyết định cho sự tồn tại của một mẫu hình đỉnh kép. Nếu các đỉnh xuất hiện ở cùng một mức độ nhưng rất gần trong thời gian, thì xác suất là cao mà chúng là một phần của việc củng cố và xu hướng này sẽ tiếp tục.
Khối lượng là một chỉ báo khác để giải thích sự hình thành này. Giá đạt đến đỉnh đầu tiên trên khối lượng tăng sau đó rơi xuống thung lũng với khối lượng thấp. Một nỗ lực khác trên the rally up lên đến đỉnh thứ hai nên trên một khối lượng thấp hơn.

## Hai đáy
Một đáy đôi là sự hình thành kết thúc trong một thị trường suy giảm. Nó giống hệt với hai đỉnh, ngoại trừ mối quan hệ nghịch đảo trong giá cả. Mẫu hình được hình thành bởi hai giá cực tiểu ngăn cách bởi đỉnh cục bộ xác định các đường vòng cổ. Hình thành được hoàn thành và xác nhận khi giá tăng trên đường cổ, chỉ ra rằng tiếp tục tăng giá sắp xảy ra hoặc rất có khả năng.
Hầu hết các quy tắc có liên quan đến sự hình thành hai đỉnh cũng áp dụng cho mẫu hình hai đáy.
Khối lượng sẽ thể hiện một sự gia tăng đáng kể trong the rally up trong khi giá bằng phẳng tại đáy thứ hai.